# Pollenia moretonensis
Pollenia moretonensis är en tvåvingeart som beskrevs av Macquart 1855. Pollenia moretonensis ingår i släktet vindsflugor, och familjen spyflugor. Inga underarter finns listade i Catalogue of Life.